# Мост на Цестий
Мостът на Цестий (на латински: Pons Cestius, Ponte Cestio, днес Ponte San Bartolomeo) е римски мост в Рим (Rione XII). Той свързва, както Ponte dei Quattro Capi, острова на Тибър с градската част Трастевере.
Той е построен между 60 и 40 пр.н.е. вероятно от Луций Цестий, брата на Гай Цестий, който е известен със своя гроб, наречен Пирамида на Цестий.
Мостът е дълъг 54,30 м, обновен е през 370 г. от Валентиниан I и Валент и през 1193 г., както показва една табелка на него.
През 15 век мостът се нарича, както църквата, San Bartolomeo all’Isola на Изола Тиберина също на Ponte San Bartolomeo.